# Università autonoma del Nuevo León
L'Università autonoma del Nuevo León (in spagnolo Universidad Autónoma de Nuevo León, UANL) è un ateneo pubblico messicano di San Nicolás de los Garza, nei pressi di Monterrey.
Fondata nel 1933, è dotata di un polo umanistico e di un polo scientifico tra i più qualificati dell'intera nazione e conta sette campus situati in varie zone del Nuevo León. Conta inoltre 84 biblioteche per un totale di circa 2 238 000 volumi, 27 istituti di ricerca con 438 ricercatori e 16 periodici accademici.
È la terza università messicana per popolazione studentesca, con 206 000 studenti nel 2019.

## Sport e attività extracurriculari
L'Università autonoma del Nuovo León vanta una lunga tradizione sportiva, come dimostrano gli ottimi risultati conseguiti alle universiadi e alle olimpiadi giovanili. Possiede una squadra di calcio, il Tigres de la Universidad Autónoma de Nuevo León, più semplicemente Tigres UANL, fondato il 7 marzo 1960 e ceduto tre anni dopo all'ateneo.
Importante è anche la tradizione nel football americano, con una squadra attiva dal 1944.